# Manastirica (Petrovac na Mlavi)
Pour les articles homonymes, voir Manastirica.
Manastirica (en serbe cyrillique : Манастирица) est un village de Serbie situé dans la municipalité de Petrovac na Mlavi, district de Braničevo. Au recensement de 2011, il comptait 703 habitants.

## Démographie

### Évolution historique de la population
| 1948  | 1953  | 1961  | 1971  | 1981  | 1991  | 2002 | 2011 |
| ----- | ----- | ----- | ----- | ----- | ----- | ---- | ---- |
| 1 583 | 1 545 | 1 455 | 1 326 | 1 246 | 1 122 | 748  | 703  |

|  |